# Robert Křesťan
Robert Křesťan (* 16. září 1958 Počátky) je český zpěvák, multiinstrumentalista, hudební skladatel, textař (básník) a překladatel. Je široce oceňován pro svůj charakteristický hlas a textařský talent, vyznačující se neotřelými básnickými obrazy. Je mnohonásobným držitelem Porty a ceny Anděl. Začínal v bluegrassové kapele Trapeři, v roce 1979 pak odešel k brněnským Poutníkům, které v roce 1991 opustil, založiv s banjistou od Poutníků Lubošem Malinou skupinu Druhá tráva.

## Životopis
Robert Křesťan se narodil v Počátkách, kam jej přijela do porodnice porodit matka, roz. Jelínková, ze sousední Žirovnice. Matka byla profesí knihovnice, otec Milan Křesťan byl operním zpěvákem; doma však příliš nepobýval a v roce 1969 z Československa emigroval, později získal australské občanství. Křesťanova matka byla „zcela nemuzikální“, hudební talent dle svých slov zdědil po otci,, tematicky jej však silně ovlivnil i jeho strýc František Jelínek. V dětství si oblíbil Waldemara Matušku, právě u něj ho poprvé oslovil zvuk banja, později se díky poslechu Greenhorns stal ortodoxním příznivcem bluegrassu, až během studia na gymnáziu začal díky poslechu Boba Dylana, Krise Kristoffersona pronikat do jiných žánrů. Dylan jej poprvé uhranul při poslechu alba Dylan, avšak k jeho hlubšímu poznání, překladům a interpretaci jeho písní se Křesťan dostal až po vzniku kapely Druhá tráva.
Ve dvanácti letech založil bluegrassovou skupinu Trapeři, hned o rok později vystoupili na festivalu trampské, country a folkové hudby Porta. V roce 1979 skupinu Trapeři opustil, vstoupiv do brněnské lokální kapely Poutníci, která po příchodu Roberta Křesťana zaznamenala značné úspěchy: v roce 1981 skupina získala Malou Portu, o rok později vyhráli Interpretační Portu a Křesťan získal Portu za píseň Panenka, stejné ocenění získali i v roce 1983, autorskou Portu získal Robert Křesťan za Podobenství o náramcích. Roku 1985 získali Zlatou Portu. Autorská Porta v roce 1987 připadla opět Křesťanovi za píseň Napsal jsem jméno svý na zdi, která na Portě vyhrála i Divácké hlasování v kategorii Píseň. Spolu s Poutníky natočil mezi lety 1987 a 1991 pět alb.
V roce 1991 spolu s Lubošem Malinou Poutníky opustil – sám mezi důvody uvádí únavu, ponorkovou nemoc, ale touhu po volnějším, jednodušším přístupu k hudbě – a spolu s Malinou založil Druhou trávu, s níž s krátkou přestávkou účinkuje dodnes (2025). V roce 1992 obdržel cenu Gramy (předchůdce ceny Anděl) v kategorii Folk&Country za album Revival, stejně tak každoročně v letech 1996–99. V roce 2020 získal společně se skupinou Druhá tráva cenu Anděl v kategorii Folk za desku Díl první a byl uveden do Síně slávy. O dva roky později obdržel cenu v téže kategorii za album Díl druhý.

## Dílo

### Diskografie
- s Poutníky:
  - Poutníci, 1987
  - Wayfaring Strangers, 1989
  - Chromí koně, 1990
  - Poutníci Live, 1991
- s Druhou trávou:
  - Robert Křesťan a Druhá tráva, 1991, Bonton – Cena hudební akademie v kategorii Sdružené nedůležité žánry
  - Revival, 1992, Monitor
  - Starodávný svět, 1994, Venkow
  - Live, 1995, Venkow
  - Druhá tráva & Peter Rowan – New Freedom Bell, 1997, Venkow/Universal, v USA vyšlo v roce 1999, Compass
  - Pohlednice, 1997, Venkow
  - Master serie, 1998, Venkow
  - Czechmate, 1999, Compass – vyšlo v USA
  - Best & Last, 2001, Venkow/Universal
  - Good Morning, Friend, 2004, Universal
  - Robert Křesťan, Druhá tráva & Charlie McCoy – Live in Brno, 2004, Venkow/Universal
  - Dylanovky, 2007
  - Marcipán z Toleda, 2011
  - Shuttle To Bethlehem, 2011
  - Živě v Telči, 2012
  - Pojďme se napít, 2013
  - In Concert, 2015 – DVD
  - Díl první, 2020
  - Díl druhý, 2022
- sólová alba
  - 1775 básní Emily Dickinsonové, 2002, Venkow/Universal
- jiné projekty:
  - Česká mše vánoční (1993)
  - Jiří Smrž a Ondřej Fibich: Královna severních záseků, 1993 – Robert Křesťan jako jeden ze zpěváků
  - Wabi Daněk (Robert Křesťan, Charlie McCoy) – Nech svět, ať se točí dál, 2002, Venkow/Universal
  - Pavel Bobek – Muž, který nikdy nebyl in, 2005, Sony Music Entertainment – 1 text písně
  - Jiří Smrž – Nedokončené, 2019, Galén – zpěv v jedné písni
  - 16 nej od táborových ohňů, 2008, Universal
  - Živo: Morytáty a romance, 2022 – zpěv v písni Ostrovní romance, první singl k albu

### Překlady
- Jim Harrison – Legendy o vášni (česky 2001)
- William Eastlake – Umírali jsme v bambusu, Brno: Jota, 2001, ISBN 80-7217-158-5
  - Portrét umělce s dvaceti šesti koňmi (česky 2002),
  - Nezkrocení (česky 2002),
  - Jdi v kráse (česky 2003)
- Dennis Lehane – Tajemná řeka (česky 2004)
- Thomas Perry – Přímý zásah, Brno: Doplněk, 2004, ISBN 80-7239-158-5)
- Norman Mailer – Duch Děvky I., Duch Děvky II. (oba díly 2005) ISBN 80-7217-353-7, (1. díl), ISBN 80-7217-375-8 (2. díl), V roce 2009 v Českém rozhlasu byl román zpracován jako desetidílná dramatizace, rozhlasová úprava Jan Kolář, režie: Markéta Jahodová, účinkují Jan Hartl, Lucie Štěpánková, Václav Postránecký, Ladislav Frej, Vladimír Dlouhý, Naďa Konvalinková a další. [14]
  - Lesní zámek aneb Hitlerův přízrak, Brno: Jota, 2007, ISBN 978-80-7217-538-3).
  - Armády noci, Brno: Jota, 2011, ISBN 978-80-7217-839-1